# Canton de Sainte-Hermine
Pour les articles homonymes, voir Hermine (homonymie).
Le canton de Sainte-Hermine est une ancienne division administrative française, située dans le département de la Vendée et la région Pays de la Loire.

## Composition
Le canton de Sainte-Hermine regroupait les communes suivantes :
- La Caillère-Saint-Hilaire ;
- La Chapelle-Thémer ;
- La Jaudonnière ;
- La Réorthe ;
- Saint-Aubin-la-Plaine ;
- Saint-Étienne-de-Brillouet ;
- Sainte-Hermine (chef-lieu) ;
- Saint-Jean-de-Beugné ;
- Saint-Juire-Champgillon ;
- Saint-Martin-Lars-en-Sainte-Hermine ;
- Thiré.

### Intercommunalité
Le canton de Sainte-Hermine recouvrait l’intégralité de la communauté de communes du Pays-de-Sainte-Hermine (sauf la commune de Sainte-Gemme-la-Plaine, dans le canton de Luçon).

## Représentation

### Conseillers d'arrondissement (de 1833 à 1940)
| Période                                  | Période      | Identité                                       | Étiquette           | Qualité |
| ---------------------------------------- | ------------ | ---------------------------------------------- | ------------------- | --- |
| 1833                                     | 1848         | Félix Pierre Marchegay de Lousigny (1776-1853) | Opposition libérale | Propriétaire à Sainte-Hermine, ancien député (1820-1822, 1827-1830, 1831-1832)                              |
|                                          |              |                                                |                     | |
| av.1865                                  |              | Armand II de Béjarry (1800-1871)               |                     | Ancien officier d'infanterie, maire de Saint-Martin-Lars-en-Sainte-Hermine                                  |
|                                          |              |                                                |                     | |
|                                          | 1890 (décès) | Henri Victor Beaussire (1833-1890)             |                     | Propriétaire à Chaume, Saint-Aubin-la-Plaine                                                                |
|                                          |              |                                                |                     | |
| 1898                                     | 1907         | René Parenteau (1859-1942)                     | Républicain         | Avocat, ancien secrétaire du Préfet de Charente-Inférieure, propriétaire agriculteur à Sainte-Hermine       |
| 1907                                     | 1940         | André Bugeaud                                  | Radical             | Maire de Sainte-Hermine                                                                                     |
| 1940                                     |              |                                                |                     | Les conseils d'arrondissement ont été suspendus par la loi du 12 octobre 1940 et n'ont jamais été réactivés |
| Les données manquantes sont à compléter. |              |                                                |                     | |

### Conseillers généraux de 1833 à 2015
| Période | Période      | Identité                          | Étiquette       | Qualité |
| ------- | ------------ | --------------------------------- | --------------- | --- |
| 1833    | 1853 (décès) | François Isaac Chabot (1798-1853) |                 | Commandant de la Garde Nationale, propriétaire à Sainte-Hermine                                                                   |
| 1854    | 1889 (décès) | Gustave Chevallereau              | Droite          | Propriétaire à Sainte-Pexine |
| 1889    | 1907         | Urbain Soullard (1847-1912)       | Républicain     | Notaire Maire de Sainte-Hermine (1896-1908)                                                                                       |
| 1907    | 1940         | René Parenteau (1859-1942)        | RG              | Avocat, ancien secrétaire du Préfet de Charente-Inférieure Propriétaire agriculteur à Sainte-Hermine, conseiller d'arrondissement |
|         |              |                                   |                 | |
| 1945    | 1949         | Pierre David (1898-1984)          | PRL             | Propriétaire agriculteur Maire de Saint-Aubin-la-Plaine (1929-1975)                                                               |
| 1949    | 1979         | Gérard Jamin                      | Rad. puis DVD   | Maire de Sainte-Hermine (1947-1983)                                                                                               |
| 1979    | 2004         | Jean-Pierre de Lambilly           | UDF-PR puis MPF | Ingénieur retraité Maire de Sainte-Hermine (1986-1989)                                                                            |
| 2004    | 2015         | Norbert Barbarit                  | DVD             | Médecin généraliste Maire de Sainte-Hermine (1989-2008)                                                                           |